# Hjalmar Kjäll
Hjalmar Paulinus Kjäll, född 22 juni 1878 i Helsingborg, död 18 december 1948 i Malmö, var en svensk ämbetsman. 
Kjäll avlade studentexamen 1900 och hovrättsexamen 1903. Efter tingstjänstgöring blev han extra länsnotarie i Malmöhus län 1906, andre länsnotarie 1908, länsnotarie 1909, länsassessor 1917 och var landssekreterare 1923–1943. Han var styrelseordförande i Skånes stadshypotekförening, Skånes bostadskreditförening och Svenska Handelsbankens lokalstyrelse. Kjäll tjänstgjorde under någon tid som tillförordnad landshövding i Västernorrlands län. Bland hans utredningsuppdrag bör nämnas att han var ordförande för 1934 års landsfogdesakkunniga och för 1937 års landsfiskals- och stadsfiskalsutredning.